# 白い肌の異常な夜
『白い肌の異常な夜』（しろいはだのいじょうなよる、英: The Beguiled）は、1971年のアメリカ合衆国のサスペンス映画。監督はドン・シーゲル、出演はクリント・イーストウッドとジェラルディン・ペイジなど。原作はトーマス・カリナンの1966年の小説『The Beguiled 』。
2017年、同原題でソフィア・コッポラ監督・脚本によりリメイクされ『The Beguiled/ビガイルド 欲望のめざめ』の邦題となった。

## ストーリー
時代は南北戦争の末期、南部のとある森の中で深い傷を負い、友軍とも逸れてしまった北軍の兵士ジョン・マクバニーは、意識を失う間際に民間人の女たちに助け出される。彼女たちは森の中で自給自足の暮らしを営みつつ戦火を逃れていた女学院の教師や生徒たちであった。マクバニーはそこで手厚い看病を受けるが、やがてその傷も癒えたころ男子禁制の女の園の中に紛れ込んだ敵軍の兵士である彼を巡り、女たちの葛藤に火がついていく。男を恐れ、疑いながらも、次第に惹かれていく女達。女たちの魅力に囚われ、その嫉妬や憎悪に翻弄されたマクバニーは単独で脱出を試みる。

## キャスト
| 役名                             | 俳優                     | 日本語吹替                          | 日本語吹替                     | 日本語吹替    |
| 役名                             | 俳優                     | 日本テレビ版                        | テレビ東京版                   | VOD版         |
| -------------------------------- | ------------------------ | ----------------------------------- | ------------------------------ | ------------- |
| ジョン・マクバニー（北軍伍長）   | クリント・イーストウッド | 山田康雄                            | 山田康雄                       | 多田野曜平    |
| マーサ・ファーンズワース（校長） | ジェラルディン・ペイジ   | 文野朋子                            | 文野朋子                       | 藤本喜久子    |
| エドウィーナ・ダブニー（教師）   | エリザベス・ハートマン   | 宇津宮雅代                          | 宗形智子                       | 木下紗華      |
| キャロル                         | ジョー・アン・ハリス     | 鵜飼るみ子                          | 小山茉美                       | 坂本真綾      |
| ドリス                           | ダーリーン・カー         |                                     | 横尾まり                       | 下山田綾華    |
| ハリー                           | メエ・マーサー           | 玉井碧                              | 沢田敏子                       | 杉浦慶子      |
| エミー                           | パメリン・ファーディン   | 鵜飼るみ子                          | 渕崎ゆり子                     | 津村まこと    |
| アビゲイル                       | メロディ・トーマス       | 竹内美香                            | 土方結香                       | 佐藤美由希    |
| リジー                           | ペギー・ドライヤー       | 石川弘美                            | 田口奈緒子                     | 菊池こころ    |
| ジャニー                         | パッティ・マティック     | 石崎恵美子                          | 三好由里子                     | 今井麻夏      |
| 南軍の男                         | チャーリー・ブリッグス   | 細井重之                            | 飯塚昭三                       |               |
| サム・ジェファーソン             | ジョージ・ダン           | 金内喜久夫                          | 塚田正昭                       |               |
| スクロギンス                     | マット・クラーク         | 若本紀昭                            | 大塚芳忠                       |               |
|                                  |                          |                                     |                                |               |
| 演出                             | 演出                     | 岡本知                              | 河村常平                       |               |
| 翻訳                             | 翻訳                     | 岸本康子                            | 岩佐幸子                       |               |
| 効果                             | 効果                     |                                     | 遠藤堯雄 桜井俊哉              |               |
| 調整                             | 調整                     |                                     | 小野敦志                       |               |
| 制作                             | 制作                     | グロービジョン                      | 東北新社                       |               |
| 解説                             | 解説                     | 水野晴郎                            | 河野基比古                     |               |
| 初回放送                         | 初回放送                 | 1975年11月12日 『水曜ロードショー』 | 1985年1月17日 『木曜洋画劇場』 | 2017年1月19日 |

※日本テレビ版とテレビ東京版の吹替はキングレコードより発売のBD、DVDに収録。

## スタッフ
- 監督・制作：ドン・シーゲル
- 原作：トーマス・カリナン（英語版）
- 脚本：ジョン・B・シェリー、グライムス・グライス
- 撮影：ブルース・サーティース
- 美術：テッド・ヘイワース
- 音楽：ラロ・シフリン

## 作品の評価
Rotten Tomatoesによれば、18件の評論のうち高評価は89%にあたる16件で、平均点は10点満点中7.00点となっている。